# Astyoche (Tochter des Aktor)
Astyoche (altgriechisch Ἀστυόχη Astyóchē) ist eine Person der griechischen Mythologie. 
Astyoche ist die Tochter des Aktor. Sie wird von Ares geschwängert und bringt im Schloss ihres Vaters in Orchomenos die späteren Argonautenfahrer und Teilnehmer am Trojanischen Krieg Askalaphos und Ialmenos zur Welt.